# Douglas Tompkins

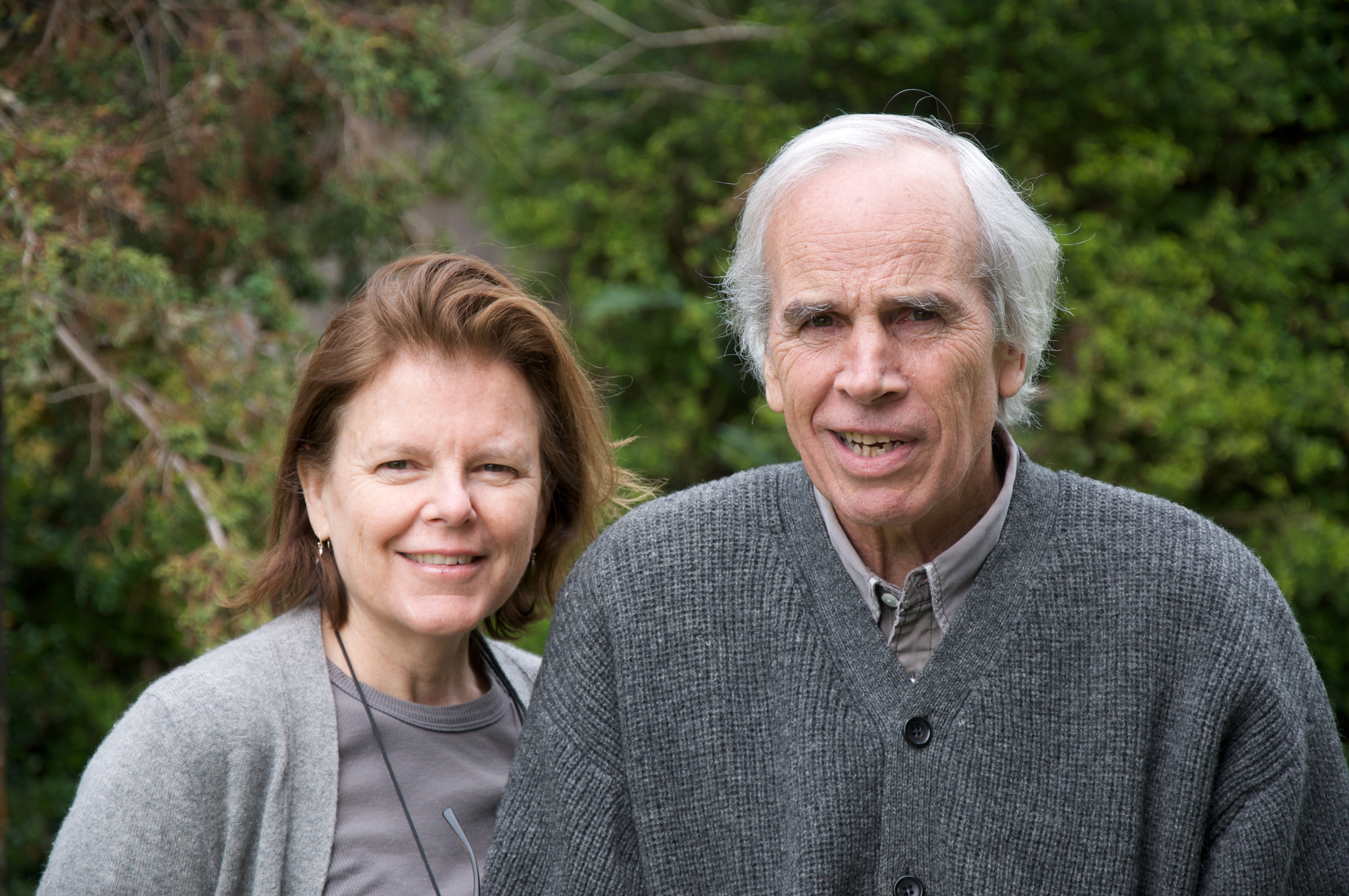
Douglas Tompkins mit Ehefrau Kris (2009)

Douglas „Doug“ Tompkins (* 1943 in Conneaut, Ohio; † 8. Dezember 2015 in Coyhaique, Chile) war ein US-amerikanischer Umweltaktivist und Öko-Unternehmer sowie Gründer und Chef der Textilmarken The North Face und Esprit Holdings Limited.

## Frühes Leben
Tompkins wurde in eine Mittelstandsfamilie in Ohio geboren und wuchs im Bundesstaat New York auf. Er wurde von der Highschool verwiesen und erwarb keinen Highschoolabschluss. Seit seiner Jugendzeit war er sehr viel sportlich in der Natur als Skifahrer, Bergsteiger, Wanderer und Kajakfahrer unterwegs.

## Unternehmerkarriere
1963 gründete er eine Bergsportschule, an die er den Verkauf von Ausrüstung anschloss. 1966 gründete er mit seiner damaligen Frau Susie The North Face und begann Bergsteiger- und Camping-Ausrüstung herzustellen. In vielerlei Hinsicht setzte die Firma neue Qualitätsmaßstäbe für outdoor-Ausrüstungen. 1969 verkaufte Tompkins seine Anteile an The North Face und konzentrierte sich einerseits auf das Drehen von Natur- und Abenteuerfilmen und andererseits auf den Verkauf von Kleidungsstücken. In den 1970ern ging daraus die Firma Esprit hervor, die er gemeinsam mit seiner Frau gründete und leitete. Tompkins entwickelte über die Jahre ein zunehmendes ökologisches Bewusstsein und eine kritischere Einstellung zur Textilindustrie. 1989 verkaufte er seine Anteile an Esprit für 250 Millionen Dollar an seine erste Frau, von der er sich getrennt hatte, und zog nach Chile.

## Umweltschutz
Dort erwarb er gemeinsam mit seiner zweiten Frau Kris Tompkins in Patagonien (südliches Argentinien und Chile) riesige Gebiete, um Nationalparks zu schaffen. Sie stiegen damit zu den größten Privatgrundbesitzern in Chile auf. 1991 kaufte Douglas Tompkins die Reñihué-Ranch in der Absicht, das mit Regenwald bewachsene Gelände zu schützen. In den Folgejahren erwarb er mit der US-amerikanischen Umweltstiftung The Conservation Land Trust weitere zusammenhängende Flächen.
Von 1992 bis 1994 kaufte Tompkins in Chile rund 3000 km² Land auf einem Gebiet, das sich vom Stillen Ozean bis zu den Höhenzügen der Anden an der Grenze zu Argentinien hinzieht. Sein Ziel war es, ein zusammenhängendes Schutzgebiet mit dem offiziellen Status eines Reservats zu schaffen. Mit ihrer chilenischen Stiftung EDUCEC (Education, Ciencia y Ecologia) erwarb das Ehepaar Tompkins große Flächen für den „Pumalín-Park“. Der Park liegt in der Región de los Lagos nördlich von Chaitén. Insgesamt haben die Tompkins 10.000 km² Land in Chile und Argentinien gekauft. Darunter das Sumpfgebiet Esteros del Iberá, das sie renaturieren ließen. Die Fläche entspricht etwa der Hälfte von Mecklenburg-Vorpommern. Im Jahr 2017 spendete ihre Stiftung die Landfläche der chilenischen Regierung, die daraus einen Nationalpark machte.
Konservative Kräfte in Chile und Unternehmerverbände wehrten sich lange Jahre gegen seine Projekte. Sie sahen in Tompkins eine Gefahr für die nationalen chilenischen Interessen, vor allem für die Entwicklung des Landes und wirtschaftliche Ausbeutung der Regenwaldgebiete.
Die von den Tompkins gegründete Tompkins Conservation hat zur Entstehung oder Expansion unter anderem folgender Nationalparks beigetragen:
| Nationalpark                | Land, Ort                       | Fläche [ha] |
| --------------------------- | ------------------------------- | ----------- |
| Pumalin Nationalpark        | Chile, Región de los Lagos      | 290.000     |
| Corcovado-Nationalpark      | Chile, Región de los Lagos      | 294.000     |
| Cerro Castillo Nationalpark | Chile, Región de Aysén          |             |
| Patagonia Nationalpark      | Chile, Región de Aysén          | 81.000      |
| Iberá Nationalpark          | Argentinien, Corrientes Provinz |             |
| Monte Léon Nationalpark     | Argentinien, Santa Cruz Provinz |             |

## Privates
Bei seiner Umweltphilosophie berief sich Tompkins auf den norwegischen Umweltschützer Arne Næss und hoffte auf viele Nachahmer unter den Reichen.
Tompkins stand den Vereinigten Staaten in vielen Punkten sehr kritisch gegenüber, aber er war stolz auf die dortige Tradition des Landschaftsschutzes, die er als die beste in der Welt ansah, da in jedem Nationalpark ein Stück von privater Philanthropie vorhanden sei.
In einem Interview mit dem Earth Island Journal äußerte er sich im Jahr 2012 kritisch zur Wirtschaftsform des Kapitalismus. Diese sei „wahrscheinlich kaum 500 Jahre alt“, und sie demonstriere immer wieder, dass sie die Umwelt zerstöre. Es gebe keinen Zweifel, dass sie nicht zukunftsfähig sei („There's no doubt whatsoever that there's no future in capitalism“.).
In erster Ehe war Tompkins zwischen 1964 und 1989 mit Susie Russel verheiratet. Tompkins war seit 1993 in zweiter Ehe mit Kristine McDivitt, Ex-Chefin der Bekleidungsmarke Patagonia, verheiratet.
Zu den zahlreichen Engagements von Tompkins gehörte auch die Unterstützung der von Kalle Lasn gegründeten adbusters.
Tompkins starb an den Folgen einer Unterkühlung, die er erlitt, als sein Kajak in Folge von starkem Wind bei einer Fahrt auf dem Lago General Carrera kenterte.

## Auszeichnungen
- 2008 Bruno H. Schubert Preis (gemeinsam mit seiner Frau Kristine McDivitt Tompkins)[13]
- 2010 Internationaler B.A.U.M.-Sonderpreis[14]
- 2015 Weltwirtschaftlicher Preis

## Filme über Douglas Tompkins
- Chile: Der Regenwald des Mode-Königs. Dokumentation, Autor: Michael Stocks, Produktion: ARD-Weltspiegel, 18. Dezember 2005, Video und Inhaltsangabe (Memento vom 23. Dezember 2005 im Internet Archive) vom NDR
- Der Paradiesmacher. Doug Tompkins schöne neue Welt. Dokumentation, 3sat, Erstsendung: 13. Januar 2006, Wiederholung: 22. September 2007, Inhaltsangabe von 3sat
- Das Tompkins Imperium. Naturparks statt Modetrends. Dokumentation, Phoenix, Sendedatum: 4. März 2007, Inhaltsangabe (Memento vom 29. September 2007 im Internet Archive) von Phoenix
- Der „Dschungelretter“. Modekönig wird Naturschützer. Dokumentation, 30 Min., ein Film von Michael Stocks, Produktion: SWR, Sendedatum: 3. Juni 2007, Inhaltsangabe (Memento vom 30. September 2007 im Internet Archive) vom NDR
- Ein Gringo in grüner Mission – Wie Doug Tompkins die Wildnis retten will. Regie: Ralf Breier, Claudia Kuhland. Eine DreamTeam Medienproduktion, 2010 in Koproduktion mit WDR, NDR und arte.
- Ein Millionär als Naturschützer. Dokumentation, 45 Min., Regie: Ralf Breier, Claudia Kuhland, NDR, Sendedaten: 31. März 2011[15] und 10. Januar 2013.[16]
- Speed – Auf der Suche nach der verlorenen Zeit. Regie: Florian Opitz, Dokumentarfilm, 2012.[17]